# 旅人検視官 道場修作
旅人検視官 道場修作（たびびとけんしかん みちばしゅうさく）は、2023年からBS日テレ「令和サスペンス劇場」で放送されているテレビドラマシリーズ。主演は内藤剛志。

## 概要
元警視庁検視官道場修作が訪れた俳句ゆかりの地で殺人事件に巻き込まれ、自身の正体に気づき弟子入りを志願する若手鑑識係とともに殺人事件の真相に迫っていくサスペンスドラマ。
地元の人々が登場したり、海沿いが終盤の重要な舞台になっている。

## キャスト

### 主人公
道場修作
演 - 内藤剛志
元警視庁検視官。元は刑事だったが、警察大学で法医学の研修を受け検視官になった伝説の検視官。定年後は亡き妻・由美子の趣味だった俳句ゆかりの地を巡る旅をしている。しかし、なぜか行く先々で事件に巻き込まれてしまう。
自宅の住所は東京都文京区中町4丁目2番2号。年齢は65歳（第1弾） → 66歳（第2弾）。

### 鑑識係
柏木翔平
演 - 入江甚儀（第1弾・第2弾）
山形県鶴岡中央警察署 鑑識係主任。道場にヒントを貰って自殺と思われた事件が殺人だったことがわかり、それ以来、道場を師と仰いでいる。

### ゲスト

#### 第1弾
「山形 庄内・湯野浜温泉殺人事件」（2023年）
松尾芭蕉ゆかりの地
- 吉崎沙織〈47〉（東都大学 国文科 講師） - 中山忍（幼少期：大類美月）
- 田中志織〈47〉（沙織の双子の妹） - 中山忍（二役）（幼少期：大類優月）
- 柴崎義男（鶴岡中央警察署 刑事課強行犯係 係長） - 山田純大
- 水元洋一郎（水元コーポレーション 代表・水元家の婿養子） - 金山一彦
- 水元明世（洋一郎の妻） - 紫吹淳
- 工藤一馬（フリージャーナリスト） - 浜田学
- 青山明（鶴岡中央警察署 刑事） - 大場泰正
- 根津正也（鶴岡中央警察署 刑事） - 湯川尚樹
- 渡部（鶴岡中央警察署 鑑識係） - 税所伊久磨
- 庄司美咲（鶴岡中央警察署 刑事） - 小澤葵
- 西山（ホテル 華夕美日本海 フロント係） - 村井麻友美
- 羽黒山 斎館 料理長 - ミッチーチェン
- 水元健三（水元コーポレーション 会長・明世の父） - 原岡見伍
- 夫婦連れの観光客 - 小林ゆかり、大森昇

- 星野未来、宮崎実、菅原瑞樹

#### 第2弾
「愛知県 蒲郡・西浦温泉殺人事件」（2024年）
高浜虚子ゆかりの地
- 瀬川木綿子〈51〉（三河木綿 織物職人） - いしのようこ
- 沢松智也（沢松繊維 代表取締役・和子の元弟子） - 河相我聞
- 瀬川浩一郎〈51〉（木綿子の夫・手織り三河木綿製作 瀬川工房 代表） - 村上新悟
- 遠山美里（蒲郡中央警察署 鑑識係） - ユリ
- 横田光也〈54〉（アパレル会社 横田デザイン 社長） - 伊東孝明
- 上原忠義（蒲郡中央警察署 刑事課係長） - 阪田マサノブ
- 今井和夫（蒲郡中央警察署 鑑識係係長） - 武田義晴
- 中原理香（沢松繊維 社長秘書） - 金沢雅美
- 鈴木千夏（ホテル たつき 仲居） - 小池唯
- 足立（蒲郡中央警察署 刑事） - 濱田和馬
- 涼子（蒲郡中央警察署 刑事） - 東美菜
- 岡田（蒲郡中央警察署 刑事） - 浅丘荘一
- 田向静代 （海辺の文学記念館 館長） - あめくみちこ
- 瀬川和子〈78〉（浩一郎の母・三河木綿 織物職人） - 藤田弓子

- 遠藤茂雄

#### 第3弾
「鹿児島県 指宿温泉殺人事件」（2024年）
与謝野晶子ゆかりの地
- 日高菜穂〈54〉（知覧茶農家「知覧茶日高園」経営・茶師六段） - 財前直見
- 柴田勇（指宿中央警察署 刑事課主任） - 池田努
- 須藤麻友（指宿中央警察署 鑑識係） - 西堀文
- 日高春斗〈22〉（鰹節工場「山吉國澤百馬商店」工員・菜穂の息子） - 堀川太陽
- 篠田忠弘〈52〉（東京の製茶会社「MATCHA SHINODA」社長） - 藤重政孝
- 時田市郎（指宿中央警察署鑑識係 係長） - 西田聖志郎
- 山下道雄〈60〉（東京の製茶会社「MATCHA SHINODA」専務） - 林和義
- 松本健一（指宿中央警察署 刑事） - 南翔太
- 中村千明（指宿中央警察署 刑事） - 玉井らん
- 日比野貴志（指宿中央警察署 刑事） - 橘花征志郎
- 仲居（ホテル「白水館」仲居） - 川崎瑠奈
- 真澄（鰹節工場「山吉國澤百馬商店」工員） - 田上真澄
- 店員（そば茶屋「吹上庵」店員） - 野口たくお
- 久保一登（鰹節工場「山吉國澤百馬商店」工場長・元刑事） - 村田雄浩

#### 第4弾
「富山県 庄川温泉郷殺人事件」（2025年）
棟方志功ゆかりの地
- 酒井塔子（富山歴史文化会 学芸員） - 水野真紀
- 若狭美月（近畿芸術大学 大学院生・冬月の弟子・本名「鈴木万里香」） - 冨手麻妙
- 田中桜子（大牧温泉 仲居） - 華優希
- 佐久間涼介（南砺中央警察署 鑑識係・巡査部長） - 小越勇輝
- 黒木篤（広告会社 デザイナー・羽村コンサルティング 元社員） - 青木健
- 羽村和義（羽村コンサルティング 代表・経営コンサルタント・井岡翔太の身元引受人） - 加瀬信行
- 原田裕一郎〈享年36〉（6年前の轢き逃げ事故 被害者・富山歴史文化会 職員・裕也の息子） - 平田雄也
- 福岡義男（南砺中央警察署 刑事） - 今奈良孝行
- 千葉順一（南砺中央警察署 刑事） - 村越亮太
- 長崎亜由美（南砺中央警察署 刑事） - 北澤響
- 森川（彫刻師） - 松本実
- 井岡翔太〈31〉（6年前に交通事故で服役・2週間前に北陸刑務所を仮出所） - 宮﨑大和
- 鈴木綾香〈享年17〉（6年前の轢き逃げ事故 被害者・富山県立福光第一高等学校 2年生・万里香の妹） - 中川聖菜
- 市村孝雄（南砺中央警察署刑事課 課長） - 高杉亘
- 東田良子（旅行雑誌 記者・元高校教師） - 生田智子
- 若狭冬月（近畿芸術大学 教授・彫刻師・本名「原田裕也」） - 国広富之

#### 第5弾
「和歌山県 南紀勝浦温泉殺人事件」（2025年）
- 松木紀子（喜久の妻） - 清水美砂
- 松木喜久（浜の宮王子 宮司） - 佐野史郎
- 大山正志（会社経営者・紀子の前夫） - 神保悟志
- 大山綾香（正志の妻） - 陽月華
- 森岡浩介（那智勝浦警察署 刑事課主任） - 梨本謙次郎
- 池村渚（那智勝浦警察署 鑑識係） - 佐々木春香
- 西村誠（那智勝浦警察署 刑事） - 鬼塚俊秀
- 北島武志（那智勝浦警察署 刑事） - 中島健
- 上原真理（那智勝浦警察署 刑事） - 水沢エレナ
- 青井義人（会社員・大山の部下） - 大沢健

## スタッフ
- 脚本 - 安井国穂、村川康敏（第1弾）、椙下直哉（第2弾 - 第5弾）
- 音楽 - 牧戸太郎
- 主題歌 - JILLE「蒼-アオ-」（スペースシャワーネットワーク）
- 協力プロデューサー - 元信克則
- プロデューサー - 齊藤領（BS日テレ）、立川拳太（第1弾 - 第3弾）、黒川浩行（UNION〈第1弾〉 → ユニオン映画〈第2弾〉 → Next〈第3弾 - 〉）、一刈英里香（UNION〈第1弾〉 → ユニオン映画〈第2弾〉 → Next〈第3弾 - 〉）
- 監督 - 柿原利幸（第1弾）、金佑彦（第2弾）、原島孝暢（第3弾 - 第5弾）
- 制作協力 - ユニオン映画（第1・2弾）、Next（第3弾 - 第5弾）
- 製作著作 - BS日テレ

### 特別協力

#### 第1弾
- 株式会社 華夕美日本海

#### 第2弾
- ホテル たつき（龍城）
- 姫宿 花かざし

#### 第3弾
- 鹿児島 砂むし温泉 指宿白水館

#### 第4弾
- 大牧温泉観光旅館
- 庄川遊覧船株式会社

### ロケーション協力

#### 第1弾
- 出羽三山神社
- 荘内神社
- 荘内銀行
- 山形県鶴岡警察署
- 竹屋ホテル
- 山王くらぶ
- 舞娘茶屋相馬楼
- COFFEE 山椒小路
- 麺工房さらしな
- 眺望の湯 観音湯
- 大松庵
- 松河山 海禅寺
- 新庄市エコロジーガーデン
- 最上峡芭蕉ライン観光株式会社

#### 第2弾
- 西浦観光協会
- 銀波荘
- 海辺の文学記念館
- 八百富神社
- 金剛寺
- 手織り三河木綿工房手織場会
- ラグナマリーナ
- サンローズ株式会社
- 三河繊維産品アンテナショップ 夢織人
- 蒲郡市役所
- うなぎ処いっしき
- 本光寺
- カクキュー 合資会社八丁味噌
- MEITETSU
- 名鉄ロケーションサービス
- 東幡豆漁業協同組合
- 愛知こどもの国
- 伊良湖菜の花ガーデン

#### 第3弾
- 山吉國澤百馬商店
- 観光農園カフェ マンゴーの森
- 鹿児島県指宿警察署
- 薩摩一之宮 枚聞神社
- 砂むし会館「砂楽」
- フラワーパークかごしま
- えぷろんはうす池田
- 大野岳の麓 茶や、
- そば茶屋 吹上庵 知覧武家屋敷店
- 九州旅客鉄道株式会社

#### 第4弾
- 一般社団法人 南砺市観光協会、此尾治和、森田奈緒美
- 井波彫刻協同組合
- 棟方良
- 棟方志功作品監修 - 石井頼子
- となみ観光交通株式会社
- 菅沼世界遺産保存組合
- 三笑楽酒造株式会社
- 平ら寿し本舗
- 日の出屋製菓産業株式会社
- 福光タクシー株式会社
- 富山県ロケーションオフィス

## 放送日程
| 話数 | 放送日         | サブタイトル                  | 脚本              | 監督     |
| ---- | -------------- | ----------------------------- | ----------------- | -------- |
| 1    | 2023年12月17日 | 庄内・湯野浜温泉殺人事件      | 安井国穂 村川康敏 | 柿原利幸 |
| 2    | 2024年04月14日 | 愛知県蒲郡・西浦温泉殺人事件  | 安井国穂 椙下直哉 | 金佑彦   |
| 3    | 2024年12月07日 | 鹿児島県 指宿温泉殺人事件     | 安井国穂 椙下直哉 | 原島孝暢 |
| 4    | 2025年03月22日 | 富山県 庄川温泉郷殺人事件     | 安井国穂 椙下直哉 | 原島孝暢 |
| 5    | 2025年08月23日 | 和歌山県 南紀勝浦温泉殺人事件 | 安井国穂 椙下直哉 | 原島孝暢 |

## スピンオフ
- 須藤麻友の休日グルメ紀行（全5話）